# Le Tâtre
Le Tâtre là một xã thuộc tỉnh Charente trong vùng Nouvelle-Aquitaine tây nam nước Pháp. Xã nay có độ cao từ 73-143 mét trên mực nước biển.